# Кузик Уляна Анатоліївна
Уляна Анатоліївна Кузик (нар. 18 січня 1986, Львів) — відомий волонтер та громадський діяч, засновниця Благодійної організації «Благодійний фонд Кузик Уляни», начальник Управління постачання ДУК ПС.

### Громадська та благодійна діяльність
З 2001 року мешкала в Італії, місто Неаполь. Події Майдану та початок Російської агресії вплинули на подальше життя Уляни: вона вирішила займатися благодійною діяльністю. За власними словами починати волонтерську діяльність в Італії було важко через скептичне ставлення багатьох представників італійського суспільства до Війни в Україні. Але крок за кроком робота налагоджувалась і в 2015 році  Уляна реєструє Благодійну організацію «Благодійний фонд Уляни Кузик». 2016 року як волонтер вперше вирушає в зону АТО. 
З 2018 року за підтримки Львівської обласної державної адміністрації запускає благодійний проєкт «Підготуй дитину героя до школи». До проєкту було залучено 50 дітей із сімей учасників АТО. В тому ж році виступила  співорганізатором проєкту «Військово-патріотичний вишкіл «Золоті Леви». Разом з Львівським осередком НВР «Правий сектор» підготувала програму «Уроків мужності», яка успішно реалізовувалась у львівських закладах освіти. 
Благодійна організація «Благодійний Фонд «Кузик Уляни» постійно співпрацює з Львівським обласним госпіталем інвалідів війни та репресованих імені Юрія Липи, військово-медичним клінічним Центр Західного регіону, Львівським державним онкологічним регіональним лікувально-діагностичним центром, Львівською обласною клінічною лікарнею, лікарнею швидкої допомоги та 8-ю міською клінічною лікарнею міста Львова, яким було передано різного роду обладнання та медикаменти.
Від 15 листопада 2019 року наказом командира ДУК ПС Андрія Стемпіцького призначена на посаду Начальника Управління постачання ДУК ПС. З того ж року за клопотанням Правого сектора стає членом Громадської ради при Львівській обласній державній адміністрації. 
У 2020 році разом з побратимами з НВР ПС запустила будівництво благодійного соціального кафе «Базилік». Метою проєкту стало забезпечення працевлаштуванням ветеранів російсько-української війни та інвалідів. Частина прибутку також виділяється на благодійність.
На місцевих виборах 2020 року балотувалася у Львівську міську раду та Львівську обласну раду. 
З початком повномасштабного вторгнення Росії в Україну в 2022 році активно займається допомогою бойовим підрозділам ДУК ПС. Постійно відвідує зону бойових дій з гуманітарними місіями . Продовжує активну роботу як Начальник Управління постачання ДУК ПС.